# Isabeau d’Albret
Isabeau d’Albret (* 1512; † nach 1560) war eine gascognisch-navarresische Königstochter.

## Leben
Isabeau d’Albret ist eine Tochter von Johann III. (Jean d’Albret, 1469–1516), (durch seine Ehe) König von Navarra, und Katharina von Navarra (Catherine de Foix, 1470–1517), Königin von Navarra. Sie ist die Schwester von Heinrich II. von Navarra (1503–1555), die Schwägerin (ab 1527) von Margarete von Navarra (Marguerite d‘Angoulême), der Schwester des französischen Königs Franz I., und die Großtante und Patin von König Heinrich IV. von Frankreich.
Im Jahr ihrer Geburt wurde der Teil des Königreichs Navarra südlich der Pyrenäen vom Königreich Aragón erobert. Vier Jahre später verlor sie ihren Vater, im Jahr darauf ihre Mutter. Sie wurde daraufhin in Frankreich bei ihrem Bruder Heinrich II. und dessen Ehefrau Margarete erzogen.
Im Jahr 1528, Isabeau war nun im heiratsfähigen Alter, gab es erfolglose Verhandlungen zu einer Ehe zwischen ihr und dem ungarischen König Johann Zápolya, der ein Verbündeter Franz‘ I. war. Margarete von Navarra wiederum sprach im Juni 1533 mit dem Herzog von Norfolk, einem Diplomaten Heinrichs VIII. von England, über die geplante Heirat von Jakob V., König von Schottland, und Marie de Bourbon-Vendôme, und betonte dabei, dass deren Vater, der Herzog von Vendôme, eng mit Kaiser Karl V. verbündet war, und behauptete, dass Marie de Bourbon und ihre Schwester Marguerite deswegen keine gute Wahl seien. Die Königin von Navarra fragte sich zudem, ob Jakob V. am Ende nicht Christina von Dänemark, die Nichte des Kaisers (die im gleichen Jahr den schwerkranken Francesco II. Sforza heiratete) ehelichen würde, und schlug stattdessen ihre Schwägerin Isabeau d'Albret vor. Dieser Vorstoß wurde nicht weiter verfolgt. Stattdessen wurde Isabeau am 16. August 1534 auf Schloss Fontainebleau mit René I., Vicomte de Rohan (1516–1552), verheiratet.
Ihre Kinder sind:
- Henri I. de Rohan (* 1535; † 25. Juni 1575), Vicomte de Rohan, Comte de Porhoet, 1. Prinz königlichen Geblüts von Navarra; ⚭ 15. Februar 1566 Françoise de Tournemine, 1585 katholisch († 28. Januar 1609), Tochter von René de La Hunaudaye, und Françoise de Hingant, Dame du Hac
- Françoise de Rohan (* 1540; † Dezember 1591), 16. November 1580 französische Duchesse de Loudun, Dame de La Garnache, et de Beauvoir-sur-Mer; ⚭ 9. August 1586 François Lesfelle, Seigneur de Guébriant
- Jean de Rohan (* 1541; † 1574), Seigneur de Frontenay; ⚭ 29. September 1561 in Argenteuil Diane de Barbançon-Cany, Tochter von Michel de Barbançon, Seigneur de Cany, und Péronne de Pisseleu
- Louis de Rohan, Baron de Gié
- René II. de Rohan (* 1550;[3] † 1586), 1575 Vicomte de Rohan, Prince de Léon, Comte de Porhoet; ⚭ 15. August 1575[4] Catherine de Parthenay (* 1553/54; † 26. Oktober 1631), Erbtochter von Jean L’Archevêque de Parthenay, Seigneur de Soubise, und Antoinette Bouchard d’Aubeterre

René I. de Rohan fiel am 20. Oktober 1552 bei der Verteidigung von Metz. Im Mai 1554 wurde Isabeau eine der Taufpaten ihres Großneffen, des zukünftigen Königs Heinrich IV. Die anderen Taufpaten sind ihr Bruder, Heinrich II. von Navarra, der französische König Heinrich II. und dessen Frau, Königin Katharina von Medici. 1555 schloss sie eine zweite Ehe mit einem nicht näher bekannten Mann niederer Herkunft.
1556 lernte Isabeau Admiral Coligny kennen; sie befand sich im Béarn, als Johanna III. (Jeanne d'Albret, 1528–1572), Königin von Navarra und ihre Nichte, 1557 den Protestantismus in der Region einführte. Obwohl auch sie sich sehr von der Reformation angezogen fühlte, konvertierte sie erst 1558, sechs Jahre nach dem Tod ihres Mannes; sie führte den Protestantismus in ihrer Burg Blain ein, wo die erste protestantische Kirche in der Bretagne entstand. Sie empfing dort François de Coligny-d’Andelot (1521–1569), der – zusammen mit den Pastoren Fleurer und Loiseleur die erste calvinistische Predigt hielt. 1560 erhielt sie für sich und ihren Haushalt vom König das Privileg der Religionsfreiheit auf ihren eigenen Gütern – dies ist die letzte Erwähnung Isabeaus in zeitgenössischen Dokumenten.